# James Sample
James Sample (Sacramento, 23 giugno 1992) è un ex giocatore di football americano statunitense che ha giocato nel ruolo di safety.

## Biografia

### Jacksonville Jaguars
Sample fu scelto nel corso del quarto giro (104º assoluto) del Draft NFL 2015 dai Jacksonville Jaguars. Debuttò come professionista subentrando nella gara del primo turno contro i Carolina Panthers. La sua stagione da rookie si concluse con 15 tackle in 4 presenze, di cui 2 come titolare.
Dopo due stagioni costellate di infortuni, Sample è stato rilasciato dai Jaguars il 7 agosto 2017.

## Statistiche
| Partite totali      | 4  |
| Partite da titolare | 2  |
| Tackle              | 15 |
| Sack                | 0  |
| Intercetti          | 0  |

Statistiche aggiornate alla stagione 2015